# Ungerns Grand Prix 2000
Ungerns Grand Prix 2000 var det tolfte av 17 lopp ingående i formel 1-VM 2000.

## Resultat
1. Mika Häkkinen, McLaren-Mercedes, 10 poäng
2. Michael Schumacher, Ferrari, 6
3. David Coulthard, McLaren-Mercedes, 4
4. Rubens Barrichello, Ferrari, 3
5. Ralf Schumacher, Williams-BMW, 2
6. Heinz-Harald Frentzen, Jordan-Mugen Honda, 1
7. Jarno Trulli, Jordan-Mugen Honda
8. Eddie Irvine, Jaguar-Cosworth
9. Jenson Button, Williams-BMW
10. Mika Salo, Sauber-Petronas
11. Alexander Wurz, Benetton-Playlife
12. Jacques Villeneuve, BAR-Honda
13. Jos Verstappen, Arrows-Supertec
14. Ricardo Zonta, BAR-Honda
15. Marc Gené, Minardi-Fondmetal
16. Pedro de la Rosa, Arrows-Supertec

### Förare som bröt loppet
- Gaston Mazzacane, Minardi-Fondmetal (varv 68, motor)
- Johnny Herbert, Jaguar-Cosworth (67, växellåda)
- Pedro Diniz, Sauber-Petronas (62, transmission)
- Giancarlo Fisichella, Benetton-Playlife (31, bromsar)
- Nick Heidfeld, Prost-Peugeot (22, elsystem)
- Jean Alesi, Prost-Peugeot (11, upphängning)

## VM-ställning
| Förarmästerskapet 1. Mika Häkkinen, McLaren-Mercedes, 64 2. Michael Schumacher, Ferrari, 62 3. David Coulthard, McLaren-Mercedes, 58 | Konstruktörsmästerskapet 1. McLaren-Mercedes, 112 2. Ferrari, 111 3. Williams-BMW, 24 |